# Слов'янський бульвар (платформа)
Слов'янський бульвар (рос. Славянский бульвар) — зупинний пункт Смоленського напрямку Московської залізниці і лінії МЦД-1. Побудований в рамках організації прискореного руху на дільниці Москва-Пасажирська-Смоленська — Одинцово між станціями Філі і Кунцево I. Відкрито 29 червня 2020 року. Має пересадку на станцію метро «Слов'янський бульвар».

## Опис
Зупинний пункт має дві високі острівні платформи оздоблених гранітом завдовжки 300 м кожна, з доступом до всіх 4 головних колій. Платформи сполучені підземним тунелем з однойменною станцією метро. Особливістю станції є трикупольний сферичний склометалевий прозорий дах площею 15 тис. м² і найбільшою висотою в центральному куполі 16,5 м, який підтримують об'ємні радіальні ферми, схожі на зонтичні дерева.

## Пересадки
- Слов'янський бульвар
- Автобуси: 77, 103, 104, 157, 157к, 231, 325, 329, 341, 464, 622, 641, 732, 840, н2